# Reilhac (Cantal)
Reilhac (okzitanisch: Relhac) ist eine französische Gemeinde in der Region Auvergne-Rhône-Alpes mit 1.094 Einwohnern (Stand: 1. Januar 2022). Sie gehört zum Département Cantal, zum Arrondissement Aurillac und zum Kanton Naucelles. 

## Lage
Reilhac liegt im Zentralmassiv. Die Authre durchquert die Gemeinde. Umgeben wird Reilhac von den Nachbargemeinden Jussac im Norden, Saint-Simon im Osten, Naucelles im Südosten und Süden sowie Crandelles im Südwesten und Westen.

## Bevölkerungsentwicklung
| Jahr                       | 1962 | 1968 | 1975 | 1982 | 1990 | 1999 | 2008 | 2019 |
| -------------------------- | ---- | ---- | ---- | ---- | ---- | ---- | ---- | ---- |
| Einwohner                  | 463  | 538  | 814  | 768  | 901  | 957  | 1013 | 1094 |
| Quellen: Cassini und INSEE |      |      |      |      |      |      |      |      |

## Sehenswürdigkeiten
- Kirche Saint-Laurent aus dem 12. Jahrhundert, Umbauten aus dem 14. Jahrhundert, Monument historique seit 1968
- Pfarrhaus
- Schloss Broussette aus dem 15. Jahrhundert mit Kapelle von 1335 und Mühle am Authre, Monument historique
- Schloss Messac mit Turm aus dem 13. Jahrhundert

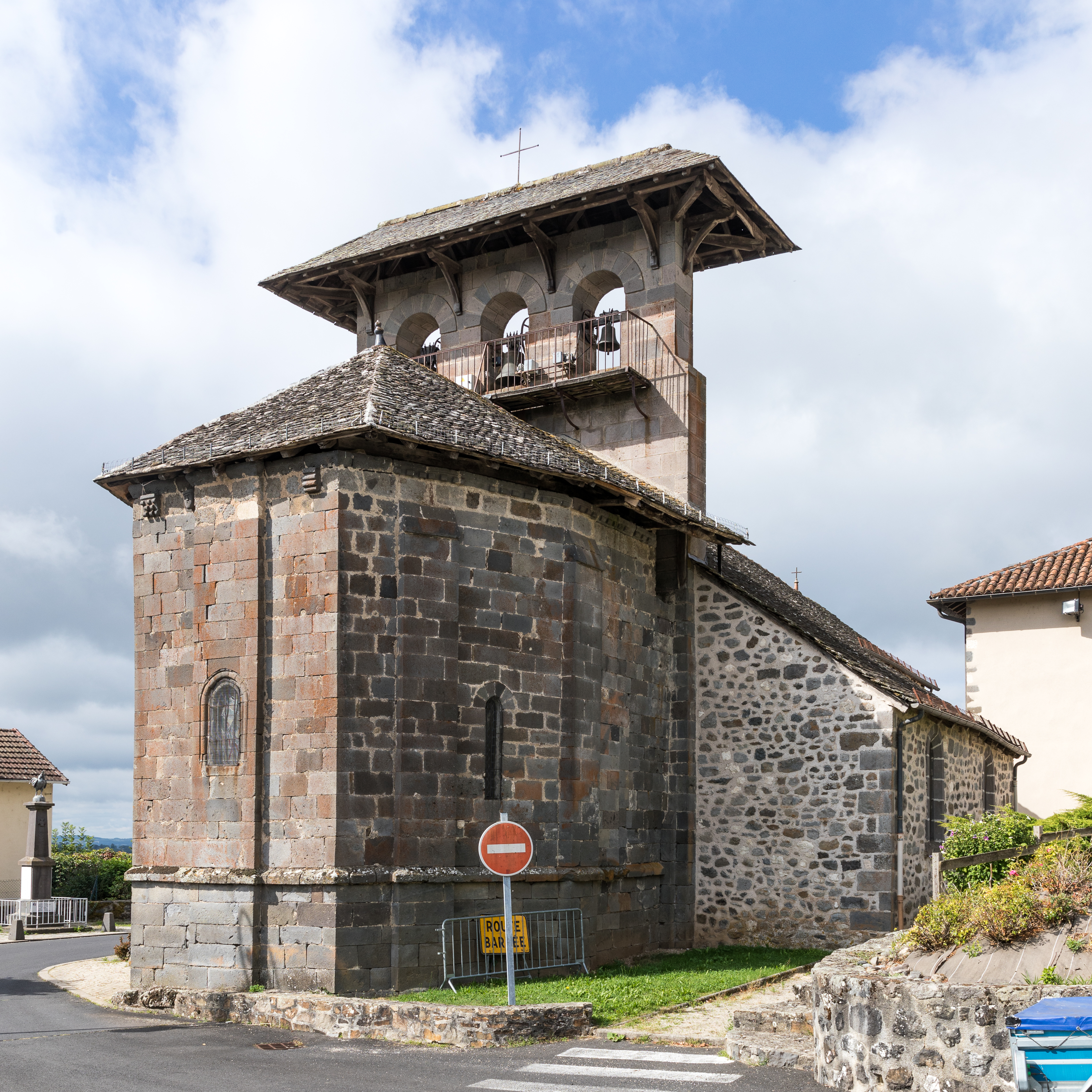
Kirche Saint-Laurent
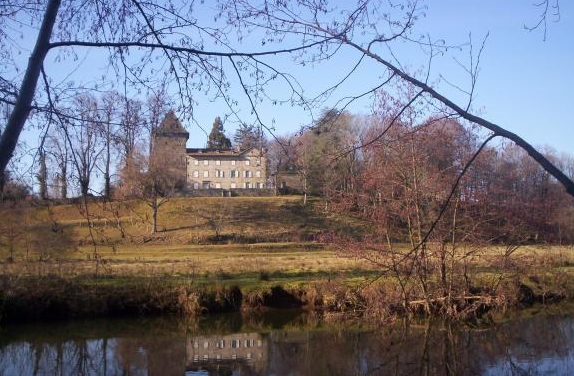
Schloss Broussette
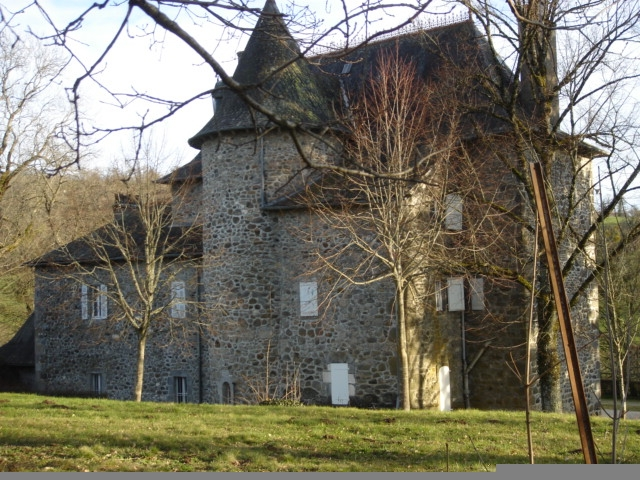
Schloss Messac